# Kim Chi (drag queen)
 (mars 2024).
La mise en forme du texte ne suit pas les recommandations de Wikipédia : il faut le « wikifier ».
Les points d'amélioration suivants sont les cas les plus fréquents. Le détail des points à revoir est peut-être précisé sur la page de discussion.
- Les titres sont pré-formatés par le logiciel. Ils ne sont ni en capitales, ni en gras.
- Le texte ne doit pas être écrit en capitales (les noms de famille non plus), ni en gras, ni en italique, ni en « petit »…
- Le gras n'est utilisé que pour surligner le titre de l'article dans l'introduction, une seule fois.
- L'italique est rarement utilisé : mots en langue étrangère, titres d'œuvres, noms de bateaux, etc.
- Les citations ne sont pas en italique mais en corps de texte normal. Elles sont entourées par des guillemets français : « et ».
- Les listes à puces sont à éviter, des paragraphes rédigés étant largement préférés. Les tableaux sont à réserver à la présentation de données structurées (résultats, etc.).
- Les appels de note de bas de page (petits chiffres en exposant, introduits par l'outil «  Source ») sont à placer entre la fin de phrase et le point final[comme ça].
- Les liens internes (vers d'autres articles de Wikipédia) sont à choisir avec parcimonie. Créez des liens vers des articles approfondissant le sujet. Les termes génériques sans rapport avec le sujet sont à éviter, ainsi que les répétitions de liens vers un même terme.
- Les liens externes sont à placer uniquement dans une section « Liens externes », à la fin de l'article. Ces liens sont à choisir avec parcimonie suivant les règles définies. Si un lien sert de source à l'article, son insertion dans le texte est à faire par les notes de bas de page.
- La présentation des références doit suivre les conventions bibliographiques. Il est recommandé d'utiliser les modèles {{Ouvrage}}, {{Chapitre}}, {{Article}}, {{Lien web}} et/ou {{Bibliographie}}. Le mode d'édition visuel peut mettre en forme automatiquement les références.
- Insérer une infobox (cadre d'informations à droite) n'est pas obligatoire pour parachever la mise en page.

Pour une aide détaillée, merci de consulter Aide:Wikification.
Si vous pensez que ces points ont été résolus, vous pouvez retirer ce bandeau et améliorer la mise en forme d'un autre article.
Pour les articles homonymes, voir Kimchi et Chi (homonymie).
Sang-Young Shin (en coréen : 신상영), plus connue sous le nom de scène Kim Chi, est une drag queen, artiste et personnalité télévisée coréano-américaine, principalement connue pour avoir participé à la huitième saison de RuPaul's Drag Race. Kim est la première participante coréano-américaine de l'émission, mais également la première drag queen coréano-américaine à apparaître à la télévision américaine.

## Jeunesse
Sang-Young Chin naît aux États-Unis le 8 août 1987 et vit son enfance en Corée du Sud,. Ses parents, divorcés, vivent à Chicago ; ils n'apprennent qu'elle pratique le transformisme que quand elle passe à la télévision en 2017. Elle étudie le design graphique à l'université avant de devenir directrice artistique, travaillant dans la sculpture, la mode et la peinture.

## Carrière
Sang Young-Chin fait naître Kim Chi à Chicago en 2012. Kim Chi décrit son esthétique comme ceci :
« Kim Chi is a live action anime character whose fashion aesthetic could be described as 'bionic doily.' I imagine my aura to be an array of ultra violet colors that spews glitter. I celebrate all things cute, fun, weird, and exotic. » (Kim Chi est un personnage d'anime en prise de vues réelles dont la vision de la mode peut être décrite comme un "napperon bionique". J'imagine mon aura comme un tableau de couleurs ultraviolettes qui crachent des paillettes. Je glorifie tout ce qui est mignon, drôle, bizarre et exotique.)
Avant de participer à RuPaul's Drag Race, Kim Chi se lie d'amitié avec la candidate de la septième saison Trixie Mattel et l'aide à avoir un de ces premiers emplois en tant que drag queen, comme il était compliqué d'en trouver dans sa ville natale, Milwaukee.
Kim Chi est ensuite annoncée comme l'une des douze drag queens qui participeront à la huitième saison de RuPaul's Drag Race, dont le premier épisode est diffusé le 7 mars 2016. En participant à l'émission, elle devient la première drag queen coréano-américaine à apparaître à la télévision américaine. Elle gagne le premier défi, ainsi qu'une somme d'argent, qu'elle envoie à sa mère, lui disant qu'elle l'avait gagné avec son emploi de maquilleuse. Elle arrive dans le top 3 avec Naomi Smalls, mais perd sa place au titre face à Bob the Drag Queen. Pendant la finale, elle fait un playback sur une chanson créée spécialement pour elle, Fat, Fem, & Asian, une parodie des stéréotypes négatifs dans le monde de la drague gay.

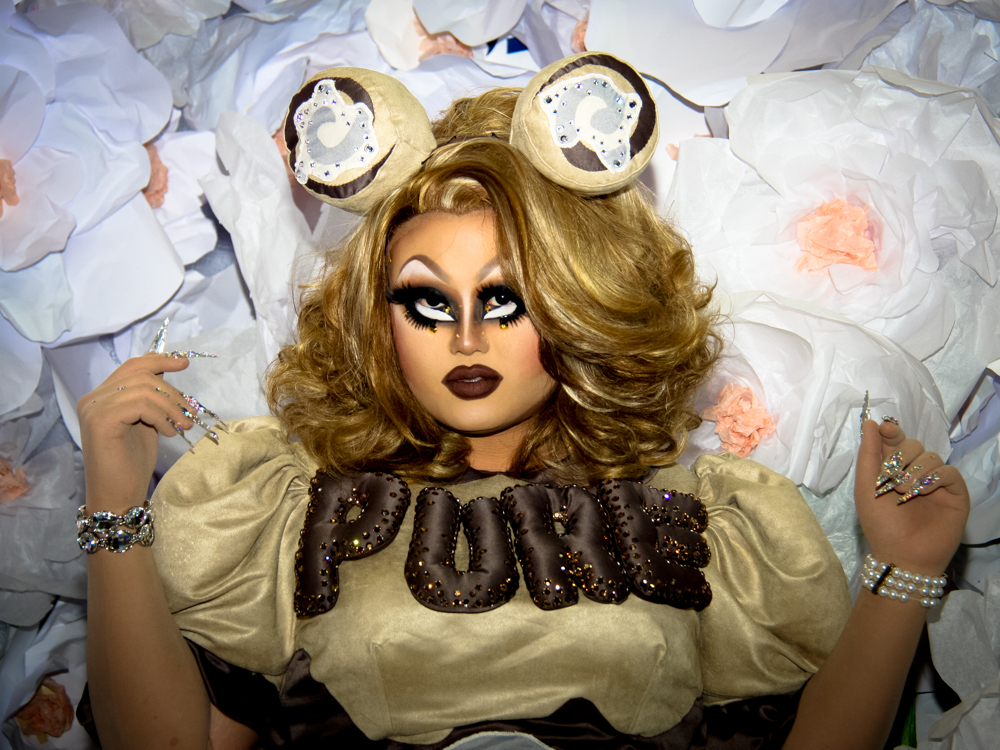
Kim Chi en 2017.

Après son apparition dans RuPaul's Drag Race, Kim Chi fait un partenariat avec Sugarpill Cosmetics pour créer différents articles de maquillage, comme des rouges à lèvres et des fards à paupières.
En novembre 2016, elle sort une collection d'emojis appelés Kimchiji, qui regroupent des emojis spéciaux comme notamment certaines de ses phrases fétiches, un burrito bowl, une aile de poulet ou encore une paire de fesse recevant une fessée.
En mars 2017, Kim Chi est invitée aux Beaux-Arts de l'Université Loyola Marymount pour un événement intitulé A Fabulous Evening with Kim Chi: Exploring Gender Identity Through Drag. Elle est alors la première drag queen à apparaître à l'Université, et y est allée complètement costumée. Elle y fit une performance ainsi qu'une séance questions-réponses.
En mai 2017, Kim Chi fait partie de la tournée Werq the World 2017, présentée par Bianca del Rio et Michelle Visage, avec d'autres drag queens comme Alaska Thunderfuck, Alyssa Edwards, Detox, Latrice Royale ou Violet Chachki.
En décembre, elle apparaît dans le spin-off de RuPaul's Drag Race créé spécialement pour les fêtes de fin d'année, RuPaul's Drag Race Holi-Slay Spectacular.

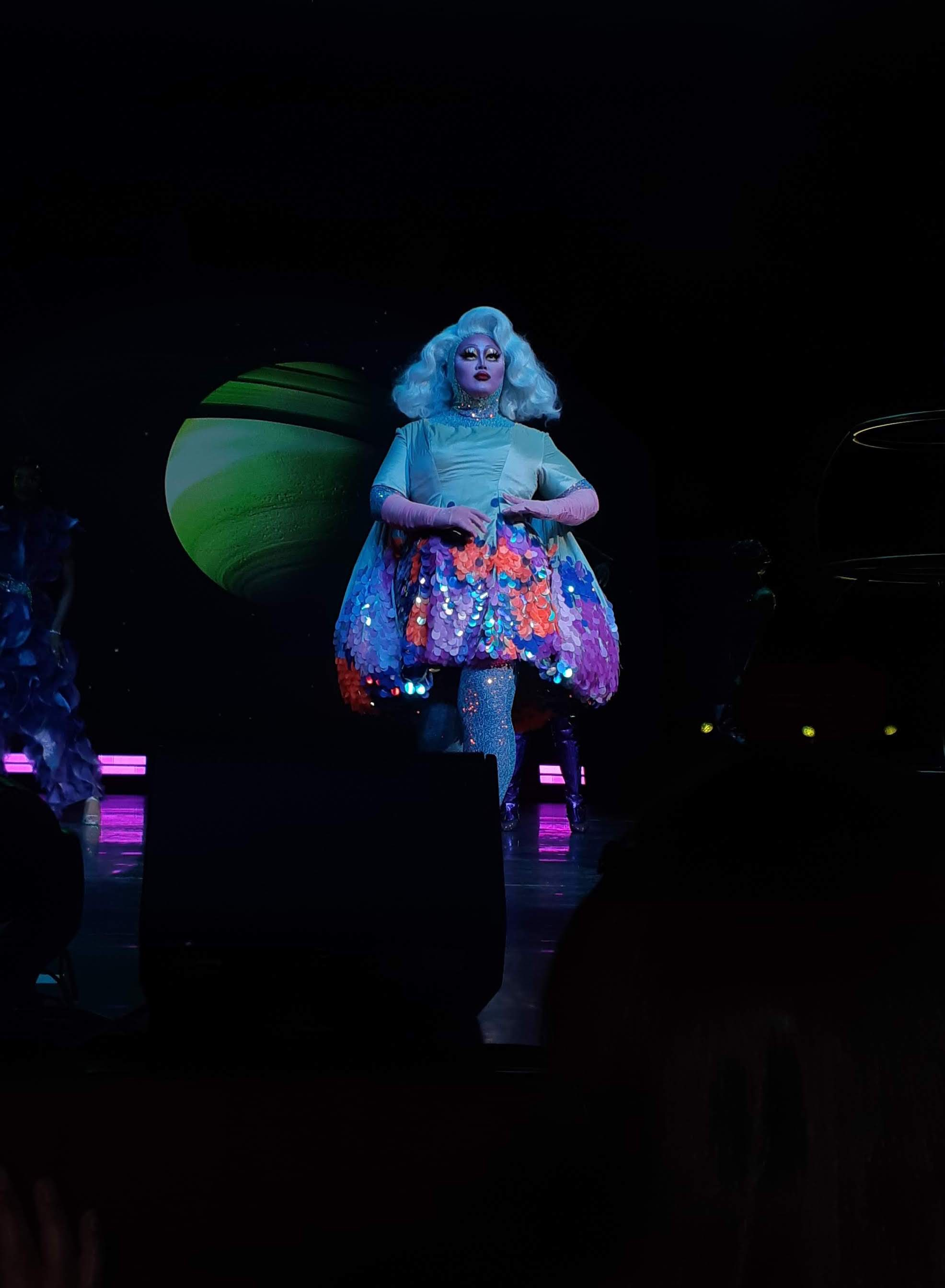
Kim Chi à Werq the World 2019

En juin 2019, des juges rassemblés par le magazine New York l'ont placée à la 17ème place de leur liste des « drag queens les plus puissantes d'Amérique », parmi 100 anciennes participantes de Drag Race. En septembre 2019, Kim Chi a annoncé le lancement de Kim Chi Chic, sa propre gamme de produits cosmétiques en collaboration avec Bespoke Beauty Brands, la marque de Toni Ko. 2% des revenus de Kim Chi Chic vont à The Trevor Project, une association LGBT. À cette époque, elle a 1,8 million d'abonnés sur Instagram.

## Filmographie
| Année     | Titre                                        | Notes                                   |
| --------- | -------------------------------------------- | --------------------------------------- |
| 2016      | RuPaul's Drag Race, saison 8                 | Candidate, 10 épisodes                  |
| 2016      | RuPaul's Drag Race: Untucked!                | 9 épisodes                              |
| 2016      | Gay for Play Game Show Starring RuPaul       | 1 épisode                               |
| 2016      | Straight Outta Oz                            | Clip de Todrick Hall                    |
| 2016      | Lipstick City                                | Vidéo                                   |
| 2016      | Vanity Fair: 103 Years of Drag Queen Fashion | Vidéo de Vanity Fair                    |
| 2017–2018 | M.U.G                                        | Web-série WOWPresents avec Naomi Smalls |
| 2018      | RuPaul's Drag Race, saison 10                | Invitée, 1 épisode                      |
| 2018      | RuPaul's Drag Race Holi-Slay Spectacular     | Candidate                               |
| 2019      | Glow Up: Britain's Next Make-Up Star         | Juge dans l'épisode 5.                  |